# Hørning Kirke (Skanderborg Kommune)
 For alternative betydninger, se Hørning Kirke. (Se også artikler, som begynder med Hørning Kirke)
Hørning Kirke ligger i Hørning Sogn, Hjelmslev Herred, Skanderborg Amt
Skibet er opført af utilhuggede marksten, al og koret af tilhuggede frådsten. De primitive materialer og en engelsk inspireret byggetil taler for at kirken er ældre end de fleste danske landsbykirker, og er opført lige omkring år 1100. I midten af 1400-tallet er tårn og våbenhus opført i munkesten, samtidig med at der blev bygget hvælvinger og vinduerne blev gjort større.
- Prædikestol
- Alter

- Døbefont
- Votivskib

## Ekstern henvisning
- Om kirken (Webside ikke længere tilgængelig)
- Hørning Kirke på korttilkirken.dk
- Hørning Kirke på danmarkskirker.natmus.dk (Danmarks Kirker, Nationalmuseet)

- Wikimedia Commons har flere filer relateret til Hørning Kirke (Skanderborg Kommune)